# Ивич, Милка
Ми́лка И́вич (серб. Милка Ивић) — сербский лингвист, профессор, академик Сербской академии наук и искусств. Специалист в области современной сербокроатистики, истории языкознания, общей лингвистики, синтаксиса и семантики славянских языков.

## Биография
Милка Ивич родилась 11 декабря 1923 года в Белграде. Дочь доктора права, государственного советника Радоя Йовановича и его жены Светланы, дочери поэта Воислава Илича. В 1949 году Милка Ивич закончила филологический факультет Белградского университета, в 1953 г. получила докторскую степень. С 1954 года являлась научным сотрудником Института сербохорватского языка САНИ, с 1955 г. — доцент, в 1964—1984 гг. — преподаватель философского факультета в Новом Саде. Преподавала в США и Токийском лингвистическом университете. Член Норвежской академии наук и Саксонской академии наук. Почётный доктор Петрозаводского государственного университета.

## Семья
Муж — лингвист, академик Павле Ивич, сын — математик академик Александр Ивич.